# Tenbit.pl
Tenbit.pl – polski portal internetowy przeznaczony dla młodzieży. Powstał w kwietniu 1998 roku.

## Strona internetowa
Portal rozrywkowy będący własnością Grupy ITI. Według audytu niezależnego systemu Gemius, Tenbit.pl w marcu 2004 roku osiągnął 67 milionów odsłon miesięcznie, a liczba unikatowych użytkowników przekroczyła 700 tysięcy.
W 2004 roku tenbit.pl został zintegrowany z Onet.pl.
14 kwietnia 2012 wyłączono usługę poczty e-mail, a 31 maja 2012 serwis został całkowicie zamknięty.

## Audycja TV
We wrześniu 2000 na antenie TVN rozpoczęto emisję programu „Tenbit.pl”. Zrealizowano ponad 150 odcinków tej audycji. Natomiast dwa lata później wystartował program „Tenbit GSM” – wyemitowano około 40 jego wydań. Obydwa programy nadawane były na żywo, w godzinach nocnych, do końca 2004 roku.